# Jan-Kees Goet
Jan-Kees Goet (1962) is een Nederlands topambtenaar. Hij is sinds 15 juni 2018 secretaris-generaal van het Ministerie van Landbouw, Natuur en Voedselkwaliteit. 

## Ambtelijke loopbaan
Goet is afkomstig uit een boerengezin en studeerde onderwijskunde aan de Universiteit Leiden. Hij werkte als directeur van het Nederlands Bureau Brandweerexamens alvorens hij in dienst trad van het Ministerie van Binnenlandse Zaken en Koninkrijksrelaties. Daar klom hij op tot directeur veiligheid, informatiebeleid en projecten.
In 2008 maakte Goet de overstap naar de Algemene Inlichtingen- en Veiligheidsdienst, waar hij plaatsvervangend hoofd was. Hierna was hij vanaf 2012 bestuursvoorzitter van het Centraal Orgaan opvang asielzoekers (COA). Aan het Ministerie van Justitie en Veiligheid diende hij van 2014 tot 2018 als directeur-generaal vreemdelingenzaken.
Goet werd op 15 juni 2018 benoemd tot secretaris-generaal van het Ministerie van Landbouw, Natuur en Voedselkwaliteit.